# Kirovaül
Kirovaül (en rus: Кироваул) és un poble del Daguestan, a Rússia, que el 2019 tenia 3.169 habitants. Pertany al districte rural de Kiziliurt.